# Okręg wyborczy Cottbus – Spree-Neiße

Okręg wyborczy na mapie Brandenburgii

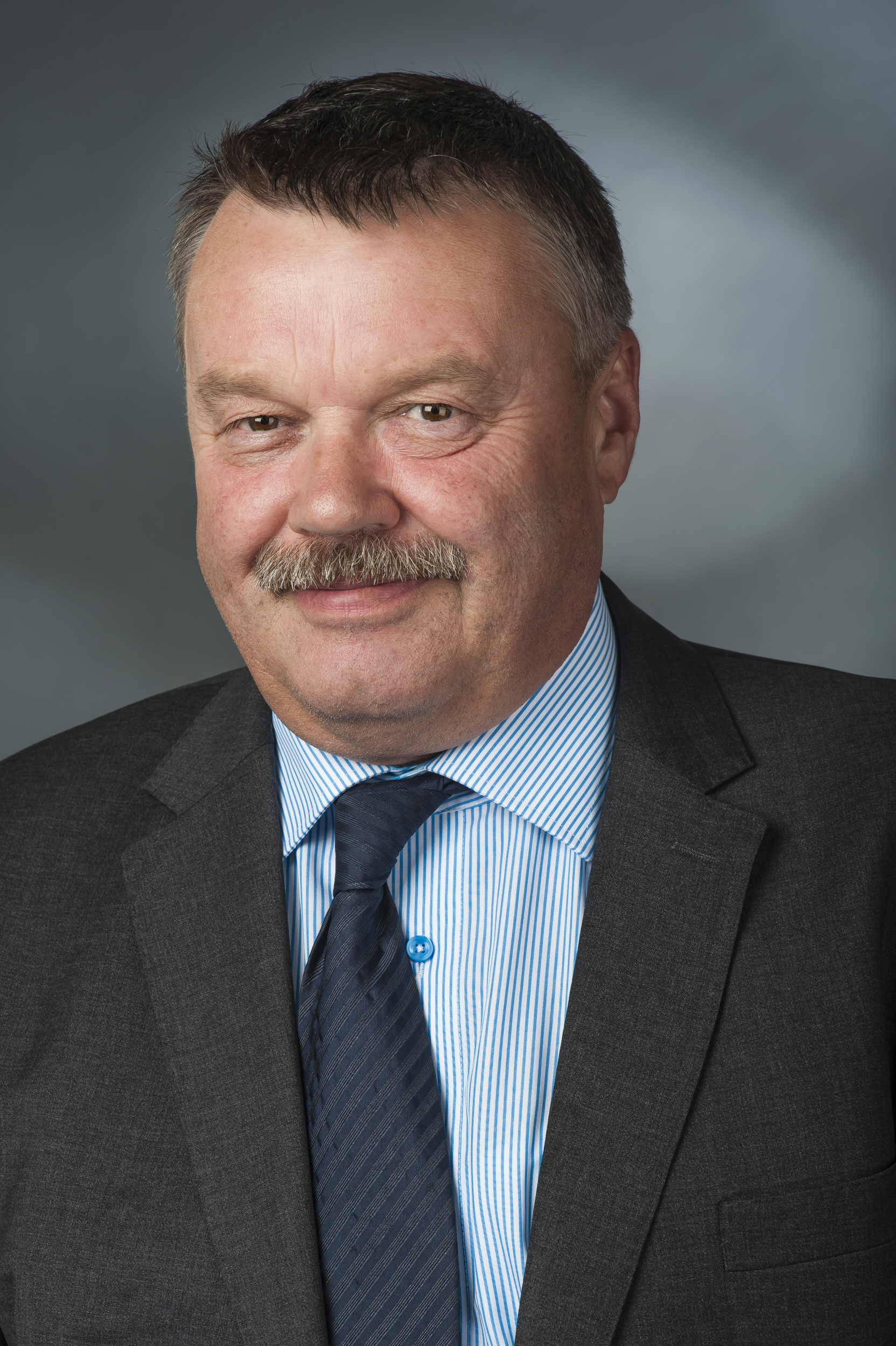
Klaus-Peter Schulze

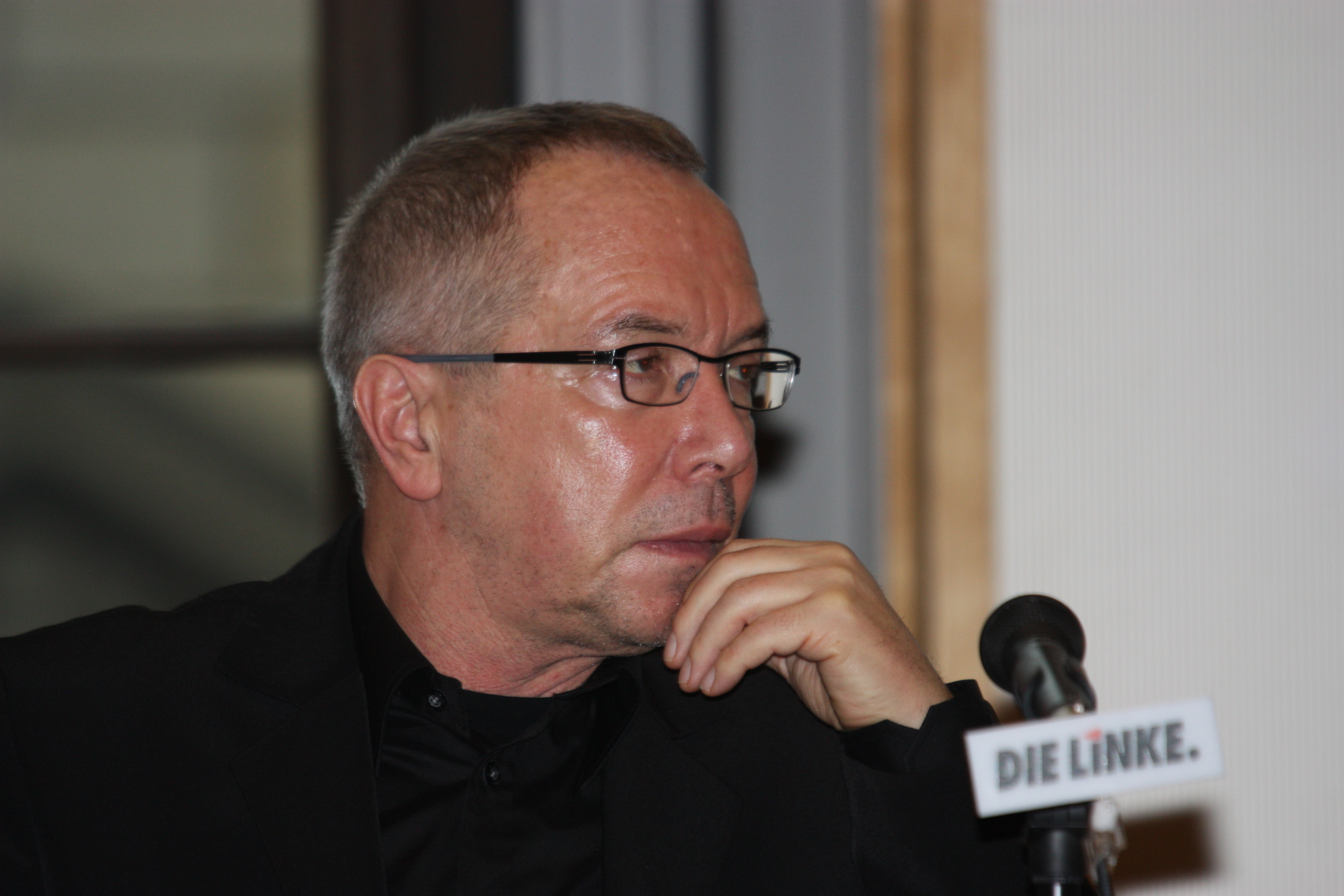
Wolfgang Nešković

Bundestagswahlkreis Cottbus – Spree-Neiße – jeden z okręgów wyborczych w Brandenburgii w wyborach do Bundestagu (2005: okręg wyborczy nr 64, 2009: okręg wyborczy nr 65).
Okręg istnieje w takim kształcie od reformy w 2002, kiedy to zredukowano liczbę okręgów z Brandenburgii z 12 do 10. Obejmuje miasto Chociebuż i powiat Spree-Neiße.
W 2009 uprawnionych do głosowania w okręgu było 196.244 obywateli. Frekwencja wyniosła 65,3%.

## Wybory 2009
| Bezpośredni kandydat | Partia                | Głosy pierwsze w % | Głosy drugie w % |
| -------------------- | --------------------- | ------------------ | ---------------- |
| Wolfgang Nešković    | Die Linke             | 30,0               | 29,3             |
| Steffen Reiche       | SPD                   | 27,9               | 24,1             |
| Mario Laurischk      | CDU                   | 24,1               | 24,4             |
| Martin Neumann       | FDP                   | 8,8                | 9,0              |
| Matthias Fobo        | Bündnis 90/Die Grünen | 4,6                | 4,9              |
| Ronny Zasowk         | NPD                   | 3,9                | 3,0              |
| –                    | Piraten               | –                  | 2,9              |
| –                    | DVU                   | –                  | 0,9              |
| –                    | FWD                   | –                  | 0,8              |
| Raimar Rätzel        | niezależny            | 0,8                | –                |

## Dotychczasowi deputowani
| Rok  | Nazwisko            | Partia    | Głosy pierwsze w % |
| ---- | ------------------- | --------- | ------------------ |
| 2009 | Wolfgang Nešković   | Die Linke | 30,0               |
| 2005 | Steffen Reiche      | SPD       | 37,6               |
| 2002 | Wilfried Schreck    | SPD       | 43,4               |
| 1998 | Werner Labsch       | SPD       | 43,5               |
| 1994 | Werner Labsch       | SPD       | 41,5               |
| 1990 | Michael Wonneberger | CDU       | 40,2               |